# 유니메이트

유니메이트 로봇의 스케치

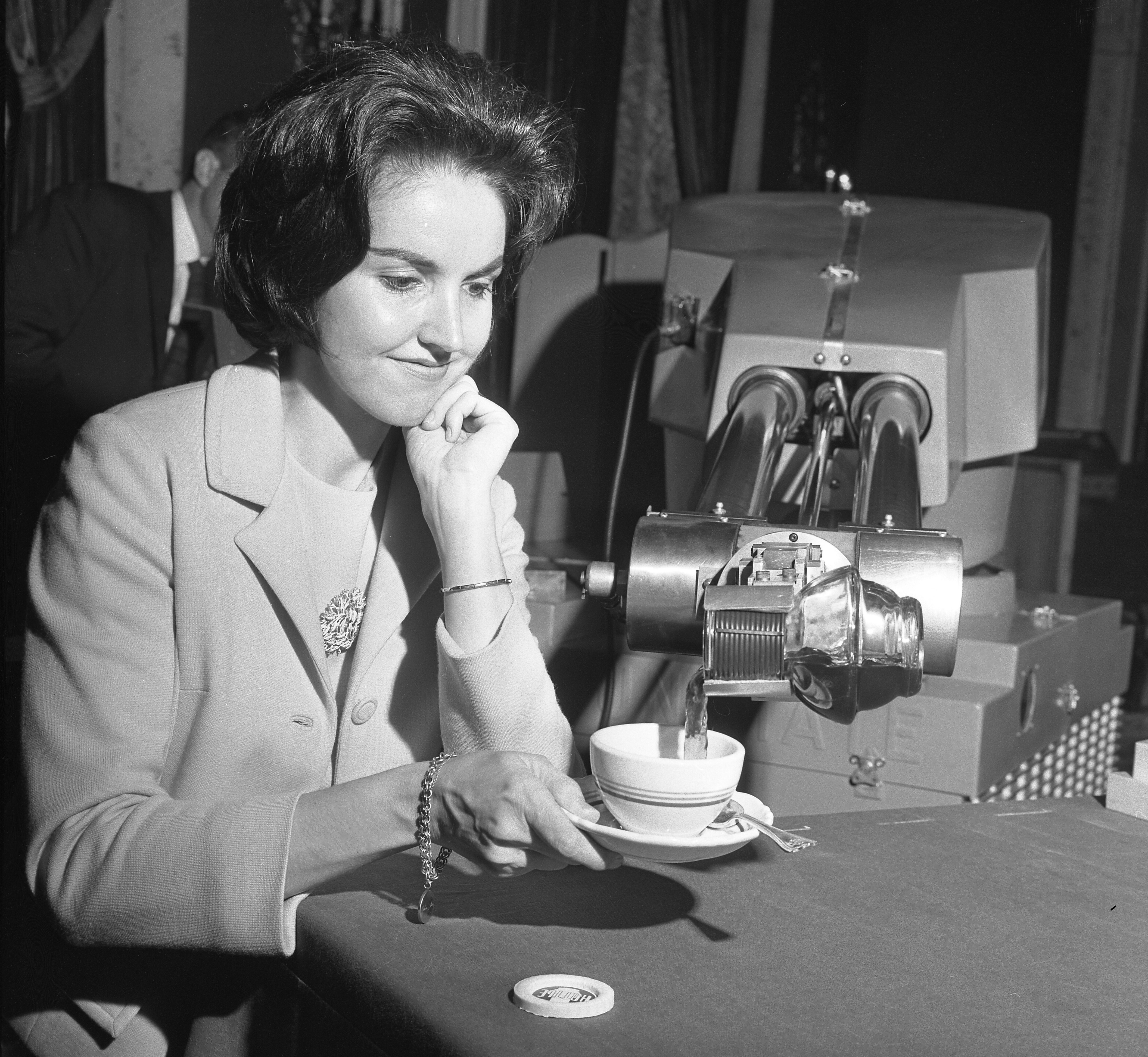
유니메이트가 인간을 위해 커피를 붓고 있는 모습 (1967년)

유니메이트(Unimate)는 1961년 뉴저지 유잉 타운십에 있는 인랜드 피셔 가이드 플랜트의 제너럴 모터스 조립 라인에서 작업한 최초의 산업용 로봇이었다.

## 역사
1954년에 제출되고 1961년에 부여된 원래 특허를 사용하여 1950년대에 조지 데볼(George Devol)에 의해 발명되었다(미국 특허 2,988,237). 특허는 다음과 같이 시작된다:
| “ | 본 발명은 기계, 특히 핸들링 장치의 자동 작동 및 이러한 기계에 적합한 자동 제어 장치에 관한 것이다. | ” |

데볼은 그의 사업 동료인 조셉 엥겔베르거(Joseph Engelberger)와 함께 세계 최초의 로봇 제조 회사인 유니메이션(Unimation)을 시작했다.
이 기계의 무게는 4,000파운드에 달하며 조립 라인에서 다이캐스팅을 운반하고 이러한 부품을 자동차 차체에 용접하는 작업을 수행했다. 이는 작업자가 조심하지 않으면 독성 연기에 중독되거나 팔다리를 잃을 수 있는 위험한 작업이었다.
원래 유니메이트는 컴퓨터와 같은 대형 상자로 구성되었으며, 다른 상자와 결합되어 암에 연결되었으며 체계적인 작업이 드럼 메모리에 저장되었다.
2003년에 유니메이트는 로봇 명예의 전당에 입성했다.